# Dietenhofen
Dietenhofen er en købstad i Landkreis Ansbach i Regierungsbezirk Mittelfranken i den tyske delstat Bayern.

## Geografi
Dietenhofen ligger i Naturpark Frankenhöhe mellem byerne Nürnberg, Ansbach und Rothenburg ob der Tauber.
 I Dietenhofen løber floden Bibert, der løber ud i Rednitz ved Zirndorf.

### Nabokommuner
(med uret, fra nord)
- Neuhof an der Zenn
- Wilhermsdorf
- Großhabersdorf
- Heilsbronn
- Petersaurach
- Bruckberg
- Weihenzell
- Rügland

### Inddeling
Kommunen består af 28 Landsbyer og bebyggelser:
| - Adelmannsdorf - Andorf - Dietenhofen - Dietenholz - Ebersdorf - Frickendorf - Götteldorf | - Haunoldshofen - Herpersdorf - Höfen - Hörleinsdorf - Kehlmünz - Kleinhabersdorf - Kleinhaslach | - Lentersdorf - Leonrod - Methlach - Mosmühle - Münchzell - Neudietenholz - Neudorf | - Oberschlauersbach - Rothleiten - Rüdern - Seubersdorf - Stolzmühle - Walburgswinden - Warzfelden |  |

## Historie
Vandborgen Dietenhofen blev ødelagt i 1523, og sennere genopført som et slot. Området hørte indtil 1792 Fyrstendømmet Ansbach, der da blev erobret af Preußen. Ved fyrstefømmets ophævelse i 1806 kom det ved et bytte til Bayern.